# 5-ös villamos (Szczecin)
A szczecini 5-ös jelzésű villamos a Stocznia Szczecińska – Plac Szarych Szeregów – Krzekowo útvonalon közlekedik. A vonalon 1905-ben indult meg a közlekedés. A vonalat a Szczecini Villamosok (Tramwaje Szczecińskie) közlekedteti a Utak és Közlekedési Hatóság (Zarząd Dróg i Transportu Miejskiego) megrendelésére.

## Útvonala
| Stocznia Szczecińska felé | Krzekowo felé |
| --- | --- |
| Krzekowo – Żołnierska – Mickiewicza – Aleja Bohaterów Warszawy – Jagiellońska – Aleja Piastów – Aleja Piłsudskiego – Matejki – Malczewskiego – Parkowa – Dubois – Firlika – Hutnicza – Nocznickiego – Firlika – Stocznia Szczecińska | Stocznia Szczecińska – Firlika – Dubois – Parkowa – Malczewskiego – Matejki – Aleja Piłsudskiego – Aleja Piastów – Jagiellońska – Aleja Bohaterów Warszawy – Mickiewicza – Żołnierska – Krzekowo |

## Megállóhelyek és átszállási lehetőségek
| 5 (Stocznia Szczecińska – Krzekowo) |                                |                        |
| Megállóhely                         | Település                      | Átszállási kapcsolatok |
| Stocznia Szczecińska                | Drzetowo-Grabowo               | ,                      |
| Dubois                              | Stare Miasto, Drzetowo-Grabowo | Villamos               |
| Parkowa                             | Stare Miasto                   | Villamos               |
| Matejki                             | Stare Miasto                   | Villamos               |
| Plac Rodła                          | Centrum                        | ,                      |
| Plac Grunwaldzki                    | Centrum                        | ,                      |
| Plac Szarych Szeregów               | Śródmieście-Zachód, Centrum    | ,                      |
| Piastów                             | Turzyn, Śródmieście-Zachód     | Villamos               |
| Bohaterów Warszawy                  | Turzyn                         | ,                      |
| Wawrzyniaka                         | Turzyn                         | ,                      |
| Karłowicza                          | Pogodno                        | ,                      |
| Poniatowskiego                      | Pogodno                        | ,                      |
| Konopnickiej                        | Pogodno                        | ,                      |
| Brzozowskiego                       | Pogodno                        | ,                      |
| Wernyhory                           | Pogodno                        | ,                      |
| Żołnierska                          | Pogodno                        | ,                      |
| Krzekowo                            | Pogodno                        | ,                      |

## Járművek
A viszonylaton magas padlós Konstal 105N2k/2000, Tatra KT4 és Konstal 105Ng/2015 villamosok közlekednek.
| Kép | Típus               | Gyártó                       | Gyártásban  |
| --- | ------------------- | ---------------------------- | ----------- |
|     | Tatra KT4DtM        | ČKD                          | 1974 – 1997 |
|     | Konstal 105N2k/2000 | Konstal                      | 2000 – 2001 |
|     | Konstal 105Ng/2000  | Centralne Warsztaty Szczecin | 2015 – 2016 |